# 波尔加·苏珊

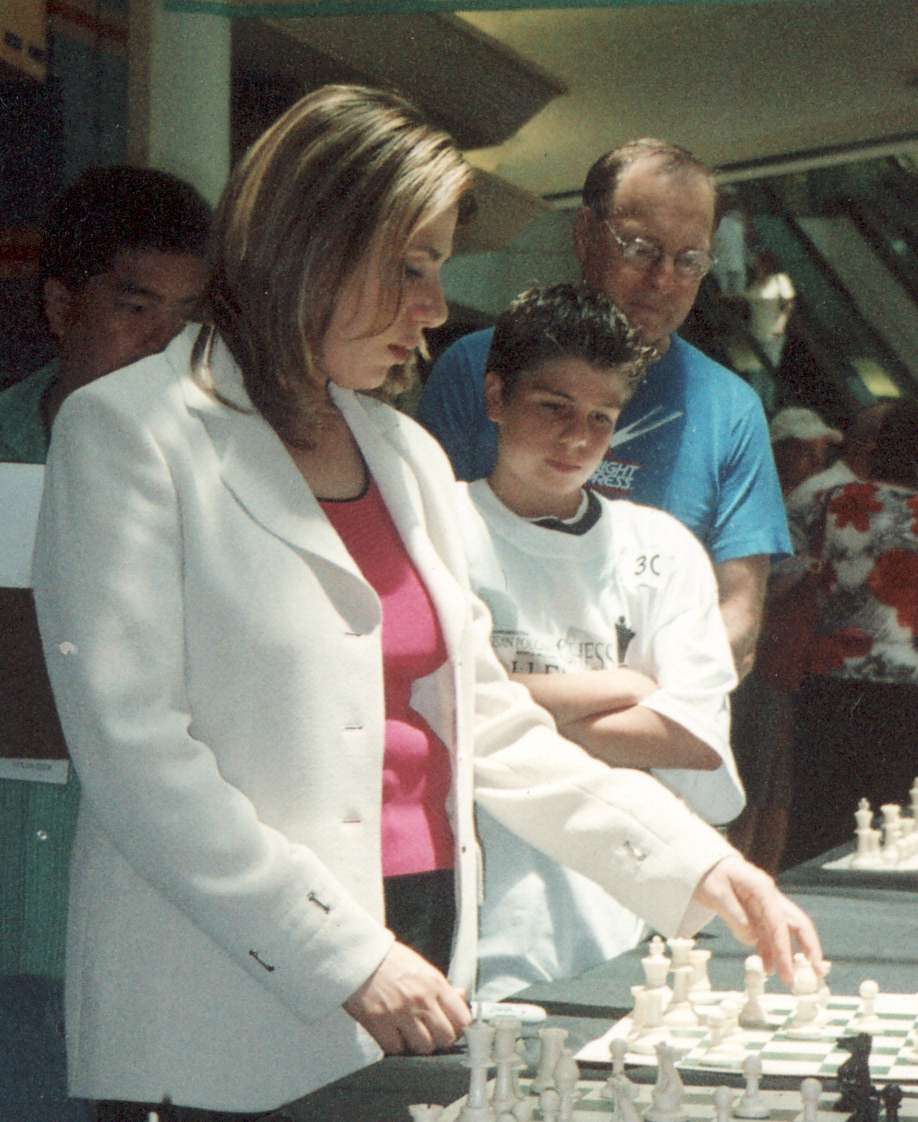
波尔加·苏珊

波尔加·苏珊（匈牙利語：Polgár Zsuzsa，1969年4月19日－），匈牙利裔美国籍职业国际象棋棋手，现居纽约市。

## 生平
1996－1999年女子国际象棋世界冠军，现美国国际象棋协会执行委员，波尔加三姐妹之一，她的两个妹妹波尔加·朱迪和波尔加·索非亚也都是职业国际象棋棋手。